# زنان در علم، فناوری، مهندسی، و ریاضیات

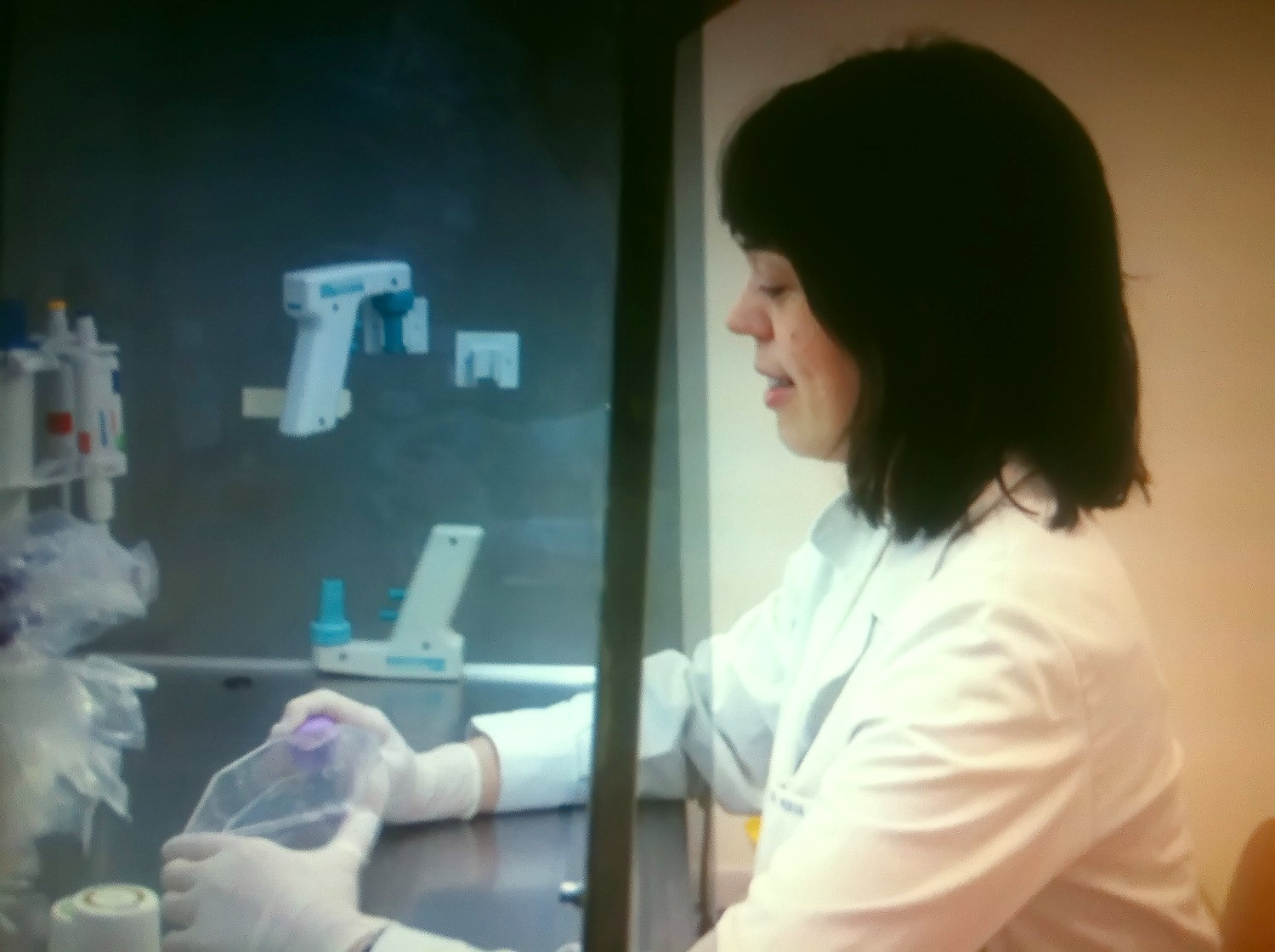
Ainhoa Murua Ugarte، یک بیوشیمیست در حال کار در آزمایشگاهش

بسیاری از محققان و سیاستگذاران خاطرنشان کرده‌اند که حوزه‌های علوم، فناوری، مهندسی و ریاضیات (STEM) از زمان پیدایششان در قرن هجدهم، در عصر روشنگری، عمدتاً مردانه با مشارکت کم زنان باقی مانده‌اند.
محققان در حال بررسی دلایل مختلف برای تداوم این نابرابری جنسیتی در زمینه‌های STEM هستند. کسانی که این نابرابری را ناشی از نیروهای تبعیض‌آمیز می‌دانند، به دنبال راه‌هایی برای رفع این نابرابری در حوزه‌های STEM هستند (که معمولاً به عنوان مشاغل با مزایای خوب و موقعیت بالا همراه با تقاضای جهانی شناخته می‌شوند).

## نابرابری جنسیتی در زمینه‌های STEM

بر اساس نتایج PISA 2015 4.8 درصد از پسران و ۰٫۴ درصد از دختران انتظار شغلی در حوزه فناوری اطلاعات و ارتباطات دارند.

مطالعات پیشنهاد می‌دهد که عوامل زیادی از جمله تشویق والدین، تعامل با دبیران ریاضی و علوم، محتوای برنامه درسی، آزمایشگاه‌های عملی، دستاوردهای دبیرستان در ریاضی و علوم، و منابع موجود در خانه، در نگرش نسبت به موفقیت مردان در ریاضیات و علوم نقش دارند. تحقیقات در ایالات متحده در مورد اینکه چه زمانی نگرش پسران و دختران در مورد ریاضی و علوم اختلاف پیدا می‌کند یافته‌های متفاوتی دارند. یکی از محققان با تجزیه و تحلیل چندین مطالعه طولی برجسته در سطح کشور، متوجه شد نگرش دختران و پسران نسبت به علم در اوایل دوران راهنمایی تفاوت کمی دارد. رغبت دانش‌آموزان برای دنبال کردن شغلی در حوزه ریاضیات و علوم، هم بر دروسی که در آن زمینه‌ها انتخاب می‌کنند و هم بر میزان تلاشی که در این دوره‌ها انجام می‌دهند، تأثیر می‌گذارد.
مطالعه ای در سال ۱۹۹۶ در ایالات متحده نشان داد که دختران در دوران راهنمایی شروع به از دست دادن اعتماد به نفس خود می‌کنند زیرا معتقدند مردان در زمینه‌های فناوری هوش بیشتری دارند. این واقعیت که مردان در تحلیل فضایی از زنان بهتر عمل می‌کنند، مهارتی که بسیاری آن را در مهندسان حیاتی می‌دانند، این تصور غلط را ایجاد می‌کند. پژوهشگران فمینیست این فرضیه را دارند که پسران به احتمال زیاد مهارت‌های فضایی را در خارج از کلاس به دست می‌آورند، چرا که از نظر فرهنگی و اجتماعی تشویق می‌شوند با دستان خود به ساختن و کار کردن بپردازند. تحقیقات نشان می‌دهد که دختران می‌توانند این مهارت‌ها را با همان آموزش‌ها توسعه دهند.
مطالعه ای که در سال ۱۹۹۶ در ایالات متحده بر روی دانشجویان سال اول توسط مؤسسه تحقیقات آموزش عالی انجام شد، نشان می‌دهد که مردان و زنان در رشته تحصیلی مدنظرشان تفاوت زیادی دارند. از بین دانشجویانی که برای اولین بار در سال ۱۹۹۶ وارد دانشگاه شده بودند، ۲۰ درصد از مردان و ۴ درصد از زنان قصد داشتند در رشته علوم کامپیوتر و مهندسی تحصیل کنند، در حالی که درصدهای مشابهی از مردان و زنان قصد داشتند در رشته زیست‌شناسی یا علوم فیزیکی تحصیل کنند. تفاوت در رشته‌های مدنظر بین مردان و زنان نوورود مستقیماً به تفاوت در رشته‌هایی مربوط می‌شود که زنان و مردان مدرک خود را در آن کسب می‌کنند. در آموزش عالی، زنان کمتر از مردان موفق به کسب مدرک در ریاضیات، علوم فیزیکی یا علوم کامپیوتر و مهندسی می‌شوند. استثناء این نابرابری جنسیتی در حوزه علوم زیستی است.

### تأثیرات کمبود حضور زنان در مشاغل STEM
در اسکاتلند، تعداد زیادی از زنان در رشته‌های STEM فارغ‌التحصیل می‌شوند اما در مقایسه با مردان نتوانسته‌اند به سمت شغل STEM حرکت کنند. انجمن سلطنتی ادینبورگ تخمین می‌زند که دوبرابر کردن مشارکت زنان در مهارت‌های عالی، سالانه ۱۷۰ میلیون پوند به اقتصاد اسکاتلند کمک خواهد کرد.
یک مطالعه در سال ۲۰۱۷ نشان داد که از بین بردن شکاف جنسیتی در آموزش STEM تأثیر مثبتی بر رشد اقتصادی در اتحادیه اروپا خواهد داشت و منجر به افزایش سرانه تولید ناخالص داخلی از ۰٫۷ تا ۰٫۹ درصد در سراسر بلوک تا سال ۲۰۳۰ و ۲٫۲ تا ۳٫۰ درصد تا سال ۲۰۵۰ خواهد شد.

### یادداشت
1. -  این مقاله دربردارنده متونی از اثر محتوای آزاد است لیسانس تحت CC-BY-SA IGO 3.0 License statement/permission on Wikimedia Commons. نوشته گرفته شده از A Complex Formula: Girls and Women in Science, Technology, Engineering and Mathematics in Asia, ۱۵, ۲۳–۲۴, UNESCO, UNESCO. UNESCO.  </img> اثر